# Stock sazonal
O stock sazonal consiste num inventário (conjunto de existências) que é criado quando existe uma oferta ou procura sazonal (Lambert, 1998, p. 113).
Esse conjunto de existências tem como objectivo constituir uma reserva de produtos e/ou matérias-primas que, devido a factores alheios às empresas, se torna inacessível em certas alturas do ano (Coyle).
Por exemplo, um produtor de chocolates sofrerá um aumento do volume de vendas em algumas datas festivas como o Natal, a Páscoa, o Dia dos namorados, ou o Dia da Mãe (Lambert, 1998, p. 113).

## Balanço Stock / Procura
O custo de estabelecer a capacidade de produção para lidar com estes períodos pode ser grande. No caso da empresa produzir de acordo com o nível da procura, seriam necessárias grandes flutuações na mão de obra.
Manter uma equipa de trabalho e produção constantes ao longo do tempo, leva à criação de stocks em várias alturas durante o ano, porém, com um menor custo para a empresa.
Os stocks sazonais são armazenados em arcas frigoríficas, construídas junto às instalações da empresa.
Existem também casos em que a procura por um dado produto é relativamente constante ao longo do tempo, mas as matérias-primas só estão disponíveis em certas alturas do ano, como é o caso dos produtores de fruta e vegetais enlatados.
Esta situação implica que os produtos sejam produzidos em excesso para que seja criado um stock.

## Especialização
Um inventário torna possível a especialização em produtos que cada parte duma empresa produz.Os produtos acabados são enviados para os armazéns, onde são depois juntos para satisfazerem os pedidos dos cientes.
As economias que resultam de uma produção mais longa e de poupar dinheiro em custos de transporte compensam os custos de manutenção adicionais.
A especialização por facility é conhecida como fábricas focadas.

## Exemplos de sazonalidade
- «Sazonalidade nos alimentos»